# Rapporto Grin
Il rapporto Grin è uno studio di François Grin, studioso di economia linguistica svizzero, intitolato L'insegnamento delle lingue straniere come politica pubblica (L'enseignement des langues étrangères comme politique publique) e pubblicato nel 2005. Lo studio fu svolto per l'Alto consiglio per la valutazione della scuola (Haut Conseil de l'évaluation de l'école), un'istituzione pubblica francese.

## Contenuti
Grin cercò di valutare gli effetti economici determinati da una o più lingue veicolari per la comunicazione internazionale, in particolare alla luce dall'attuale predominio dell'inglese, soprattutto nell'ambito dell'Unione europea.
Grin mette a confronto tre scenari: uno in cui la funzione di lingua veicolare è svolta da una singola lingua nazionale (l'inglese), uno in cui è svolta da una rosa ristretta di lingue nazionali (inglese, francese e tedesco), e uno in cui è svolta da una lingua terza, neutrale e facile da imparare (l'esperanto).
I risultati dello studio furono i seguenti:
1. il Regno Unito guadagna, in termini netti, almeno 10 miliardi di euro all’anno grazie all’attuale dominio dell’inglese;
2. se si tiene in considerazione l’effetto moltiplicatore di certe componenti di tale somma, così come del rendimento dei fondi che i paesi anglofoni possono investire altrove grazie alla posizione privilegiata della loro lingua, questo totale sta tra i 17 e i 18 miliardi di euro l’anno;
3. questa cifra sarebbe certamente più alta qualora l’egemonia di tale lingua fosse rafforzata da una priorità concessa da altri stati, in particolare nell’ambito delle rispettive politiche d’istruzione;
4. questa cifra non tiene conto dei vari effetti simbolici (come il vantaggio di cui godono i parlanti nativi della lingua egemone in qualsiasi situazione di negoziazione o conflitto che si svolga nella loro lingua); tuttavia tali effetti simbolici hanno indubbiamente ripercussioni materiali e finanziarie;
5. Lo scenario «plurilinguismo» […] riduce le ineguaglianze tra i parlanti, ma non i costi; inoltre, considerate le forze in campo nelle dinamiche linguistiche, presenta un rischio certo d’instabilità, ed esige tutt’una serie di misure d’accompagnamento per essere sostenibile;
6. lo scenario «esperanto» risulta il più vantaggioso, in quanto si tradurrebbe in un risparmio netto per la Francia di quasi 5,4 miliardi di euro all’anno e, in termini netti per l’Europa intera (Irlanda e Regno Unito compresi), di circa 25 miliardi di euro all’anno.»

(F. Grin, L'enseignement des langues étrangères comme politique publique, in Avis du Haut Conseil de l’évaluation de l’école, n. 19, settembre 2005, pp. 6–7.)
Grin rileva i forti pregiudizi linguistici della popolazione, negativi e di rigetto nei confronti dell'esperanto, mentre tenacemente positivi nei confronti dell'inglese. Osservando che la situazione di egemonia creatasi è determinata in gran parte dalle stesse persone che ne subiscono un danno, ovvero i popoli non anglofoni, Grin dice che forse non sarebbe inutile «riflettere sul fascino del potere, e ritornare al Discorso sulla servitù volontaria di Étienne de La Boétie».
All'epoca, il Regno Unito faceva ancora parte dell'Unione europea, dalla quale sarebbe uscito definitivamente solo nel 2020.
Il rapporto fu alla base di un'interrogazione dell'europarlamentare Marco Cappato.